# Speaking Parts
Speaking Parts es una película dramática canadiense dirigida por Atom Egoyan. En los Premios Genie de 1989 fue nominada a cinco galardones, incluyendo a Mejor Película.

## Trama
En Speaking Parts un actor secundario llamado Lance (McManus) trabaja como guardián de un hotel, siendo su verdadero trabajo el de gigoló. Una colega esta obsesionada con él, pero Lance la ignora y evita. Deja su curriculum vitæ actoral en el cuarto de una guionista, que está realizando audiciones para un telefilme basado en la historia verdadera de su fallecido hermano. Lo escoge para que interprete el papel protagónico y los dos comienzan un romance. Ella se muestra cada vez más angustiada, pues es claro que el productor está cambiando su historia.

## Reparto
- Michael McManus como Lance.
- Arsinée Khanjian como Lisa.
- Gabrielle Rose como Clara.
- Tony Nardi como Eddy.
- David Hemblen como el productor.